# Верхелст, Эгид Младший
Эгид Верхелст младший (25 августа 1733, Этталь — 13 января 1804, Мангейм) — германский гравёр и рисовальщик.
Был третьим сыном скульптора Эгида Верхелста старшего, эмигрировавшего из Антверпена. Его братья (старшие и младший) также стали гравёрами. Учился у Рудольфа Штеркеля в Аугсбурге, а позднее у Вилле в Париже. Работал в Мюнхене, затем в 1765 году курфюрст Карл IV Теодор назначил его профессором академии художеств и придворным гравёром Курпфальца в Мангейме. С 1777 года и почти до конца жизни проживал в Мюнхене. Ранее считалось, что он скончался в 1818 году в этом городе, но затем в церковно-приходских книгах была обнаружена подлинная дата его смерти.
Большинство его работ были выполнены в так называемом парижском стиле. Особенную известность получили его портретные гравюры, на которых он увековечил многих именитых современников. Создаваемые им портреты были обыкновенно малого формата; иногда гравировал аллегорические сюжеты; создал также 5 эстампов к рыцарской поэме Торквато Тассо «Освобождённый Иерусалим». Гравировал резцом, согласно ЭСБЕ — «тонко и уверенно». Среди его учеников было множество известных впоследствии германских художников, в том числе Вильгельм фон Кобель (1766—1853).